# 캔자스시티 도시권

캔자스시티 도시권(Kansas City metropolitan area, 문화어: 캔저스씨티)은 미국 중앙부 미주리주와 캔자스주의 경계에 걸쳐 있는 도시이다. 행정적으로 두 주에 같은 이름의 도시가 별도로 나뉘어 있다. 양 도시는 행정적으로 별도의 도시이지만, 양 주의 주변 지역을 포함하는 미국 중앙부의 대도시권을 형성하고 있다. 미주리주와 캔자스주의 경계를 흐르는 미주리 강과 캔자스 강의 합류점에 발달한 상공업 도시로서, 프레이리의 중심부에 위치하며, 가축·곡물 거래의 중심이다. 행정적으로는 2개의 주·시로 나뉘며, 인구 45만(2001)명이다.
- 캔자스시티 (미주리주)
- 캔자스시티 (캔자스주)

## 인구
| 인구조사                                            | 인구      | Note | %±    |
| --------------------------------------------------- | --------- | ---- | ----- |
| 1900년                                              | 305,427   |      | —     |
| 1910년                                              | 422,180   |      | 38.2% |
| 1920년                                              | 528,833   |      | 25.3% |
| 1930년                                              | 665,655   |      | 25.9% |
| 1940년                                              | 686,643   |      | 3.2%  |
| 1950년                                              | 814,357   |      | 18.6% |
| 1960년                                              | 1,266,447 |      | 55.5% |
| 1970년                                              | 1,434,793 |      | 13.3% |
| 1980년                                              | 1,504,203 |      | 4.8%  |
| 1990년                                              | 1,636,528 |      | 8.8%  |
| 2000년                                              | 1,836,038 |      | 12.2% |
| 2010년                                              | 2,009,342 |      | 9.4%  |
| 2020년                                              | 2,192,035 |      | 9.1%  |
| U.S. Decennial Census 1790–1960 1900–1990 1990–2000 |           |      |       |